# Longming
Longming (kinesiska: 龙茗镇, 龙茗) är en köping i Kina. Den ligger i den autonoma regionen Guangxi, i den södra delen av landet, omkring 130 kilometer väster om regionhuvudstaden Nanning. Antalet invånare är 16664. Befolkningen består av 8 142 kvinnor och 8 522 män. Barn under 15 år utgör 20,0 %, vuxna 15-64 år 65 %, och äldre över 65 år 13,0 %.
Genomsnittlig årsnederbörd är 1 843 millimeter. Den regnigaste månaden är augusti, med i genomsnitt 316 mm nederbörd, och den torraste är februari, med 28 mm nederbörd.